# Marija Šerifović
Marija Šerifović (Cirill betűkkel: Марија Шерифовић) (Kragujevac, 1984. november 14. –) szerb énekesnő. A szélesebb publikum számára a 2007-es Eurovíziós Dalverseny megnyerésével vált ismertté.

## Pályafutása

### Zenei pályájának kezdete
Marija Šerifović 1984-ben Kragujevacban született, édesanyja Verica Šerifović egy ismert népdalénekes hazájában. Szülei hamar felismerték zenei tehetségét, és tizenkét évesen Dolly Partonnal léphetett fel. Zenei főiskolát végzett, majd üzemgazdaságtant tanult. 2003-ban kezdte profi énekesi karrierjét első szólóalbumával, a Naj, Najbolja-val. Ezután részt vett a Budván rendezett zenei fesztiválon, majd egy évre rá a Bol do ludila című számával már a helyi slágerlistákon szerepelt.
2005-ben részt vett a Beovizija elnevezésű szerb popfesztiválon, amelyen kiválasztották, hogy ki képviselje Szerbia és Montenegrót az Eurovíziós Dalfesztiválon 2005-ben. Ott a Ponuda című számát adta elő, amivel a 18. helyet szerezte meg, nem sokkal ezután azonban a szerb rádiófesztivált az U nedelju dalával megnyerte. Második lemezét 2006-ban adta ki Bez Ljubavi címmel.

### Az Eurovíziós Dalverseny győztese

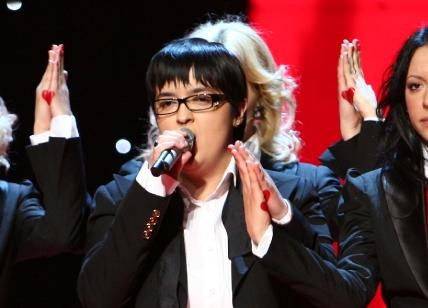
A 2007-es Eurovíziós Dalfesztivál döntőjében.

2007. február 21-én a belgrádi Sava Centar-ban első koncertjét adta, 4000 néző előtt. Március 8-án ismét fellépett a Beovizija-fesztiválon, ahol a Molitva című számával elbűvölte a közönséget, és ezzel ő kapta a lehetőséget, hogy Szerbiát először képviselje a 2007-es Eurovíziós Dalversenyen, Helsinkiben.
Az előselejtező megnyerésével promóciós turnéra indult Bosznia-Hercegovinán, Horvátországon, Macedónián, Svájcon és Görögországon át. A Molitvát átírták közben angol, finn, magyar és orosz nyelvre is.
Az Eurovíziós Dalfesztivál elődöntőjét 298 ponttal megnyerve, Rúzsa Magdolna előtt magabiztosan jutott a két nappal későbbi döntőbe. A döntőn is hasonlóan sikeresen szerepelt, ott 268 pontot szerzett, így az ukrán Verka Szergyucska 235 pontját megelőzve nyerte meg a versenyt.

### Magánélete
2013-ban vállalta fel, hogy leszbikus.

## Diszkográfia
- 2003: Naj, najbolja
- 2006: Bez ljubavi